# Veterinarski glasnik
La revista Veterinarski Glasnik es una revista científica relacionada con el área de la Medicina Veterinaria que se publica a partir del año 1904.

## Sobre la revista
Veterinarski Glasnik es una revista que se dedica al progreso y a la expansión de los conocimientos científicos en el campo de la Medicina Veterinaria, así como de las disciplinas académicas cercanas. Durante su larga tradición de publicaciones, la revista ha tenido cambios del nombre, de la editorial y del editor. Veterinarski Glasnik publica contribuciones científicas originales del tipo artículo científico, artículo de revisión, comunicación breve, reporte de casos y carta al editor. Veterinarski Glasnik sale en inglés, con sinopsis en inglés y serbio, dos veces al año, con el acceso público, que permite una mejor visualización de artículos. En la página web de la revista se encuentran las instrucciones para la preparación y la sumisión de manuscritos, el proceso de revisión de manuscritos y otra información. La editorial de la revista es la Universidad de Belgrado, Facultad de Medicina Veterinaria.

## Frecuencia de publicaciones
La revista salía 12 veces al año (cada mes) hasta 1998, y a partir de 1999 se publica a cada dos meses. Debido al cambio de la política editorial y al paso al idioma inglés, Veterinarski Glasnik sale dos veces al año.

## Indización
Veterinarski Glasnik está indexado en numerosas bases de datos:
- DoiSerbia.[2]
- SCIndeks.[3]
- DOAJ(Directory of Open Access Journals).[4]
- EBSCO Publishing
- CABI

## Temas
- Medicina veterinaria
- Anatomía
- Histología
- Endocrinología
- Fisiología
- Bioquímica
- Biología molecular
- Microbiología
- Inmunología
- Farmacología
- Parasitología
- Patología
- Cirugía
- Reproducción animal
- Enfermedades internas
- Enfermedades infecciosas
- Higiene y tecnología de los alimentos de origen animal
- Alimentación animal
- Higiene de zoológicos
- Bienestar de los animales

## Galería

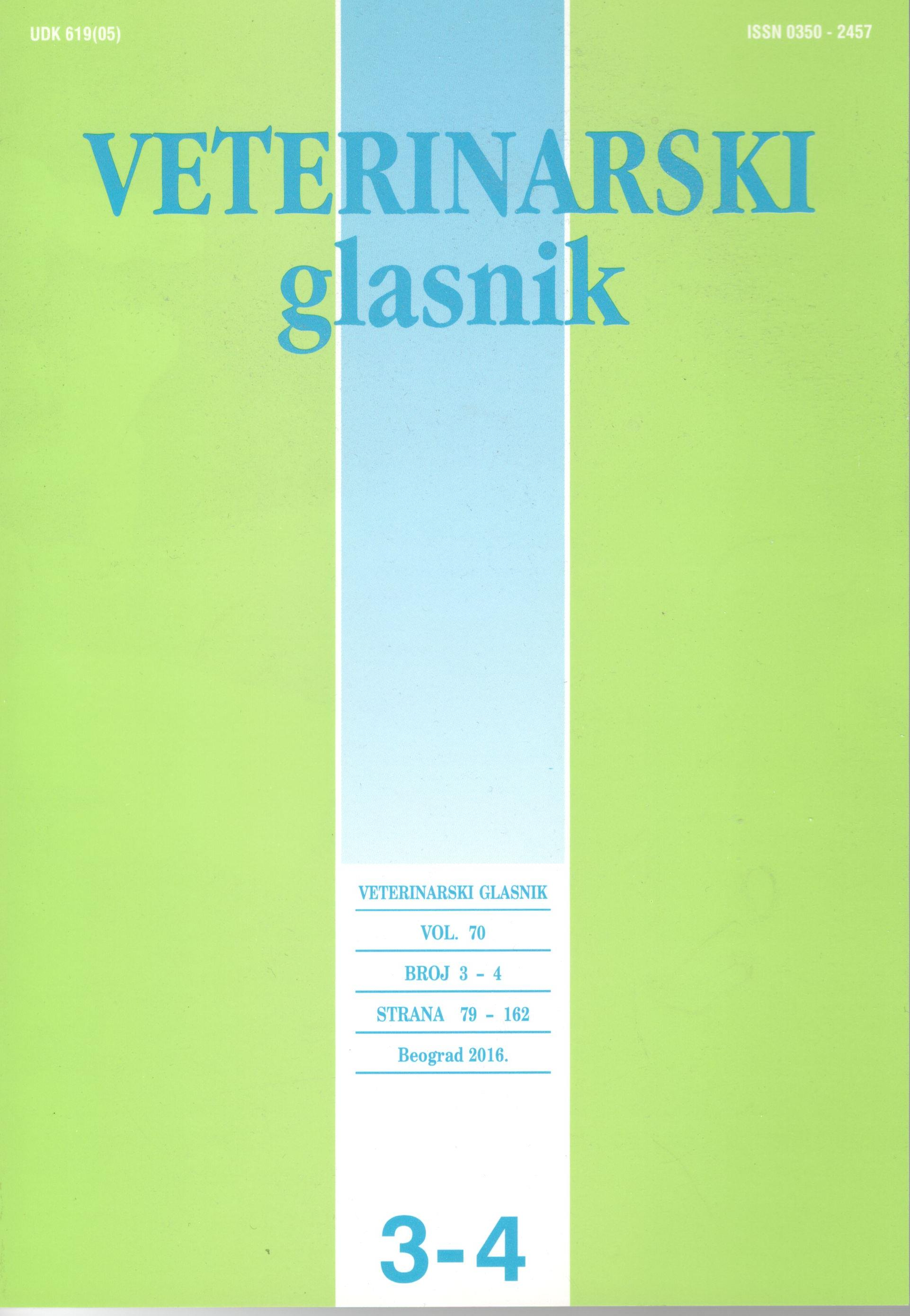
Veterinarski glasnik, 2016
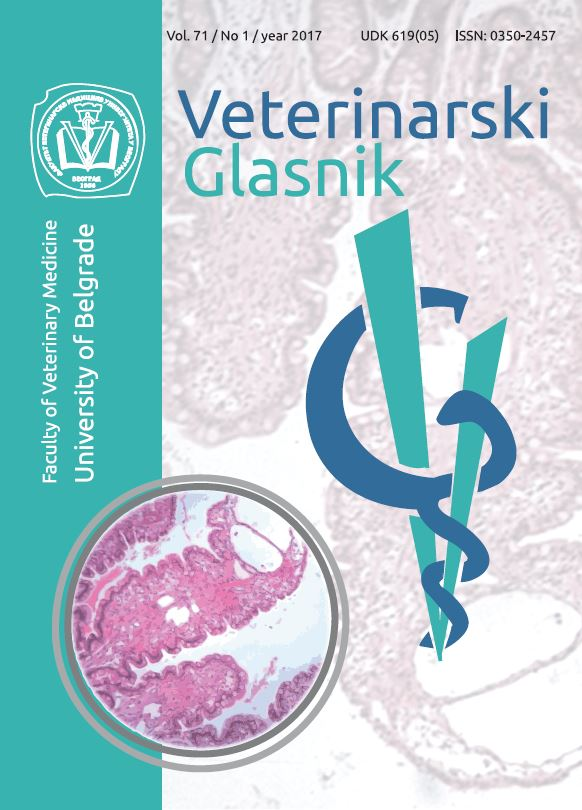
Veterinarski glasnik, No. 1 del 2017
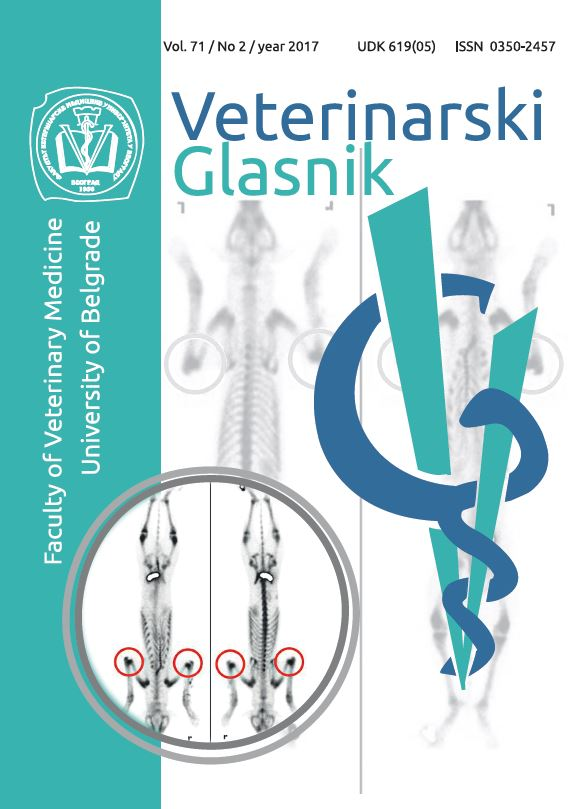
Veterinarski glasnik, No. 2 del 2017
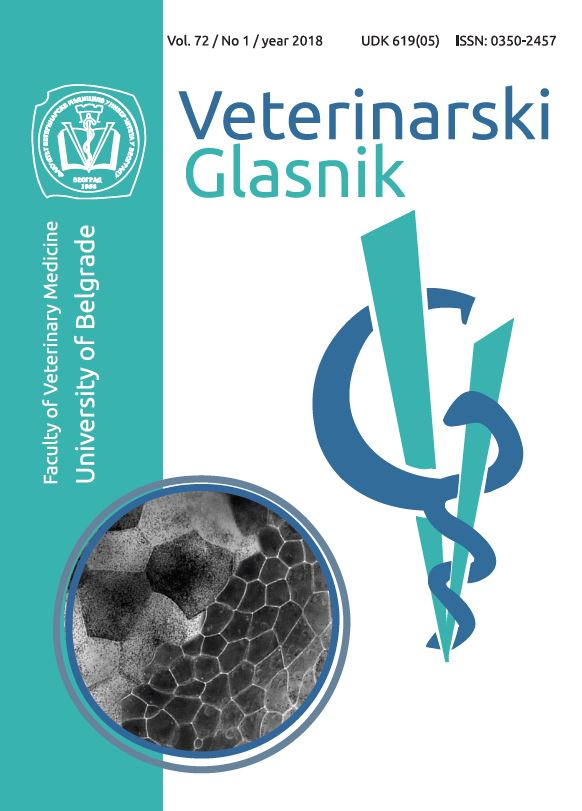
Veterinarski glasnik, No. 1 del 2018